# Mémoires d'Hadrien
Mémoires d'Hadrien is een historische en psychologische roman van de Frans-Belgische auteur Marguerite Yourcenar (1903-1987). De roman heeft de vorm van een denkbeeldige autobiografie van de Romeinse keizer Hadrianus (76-138).

## Ontstaan

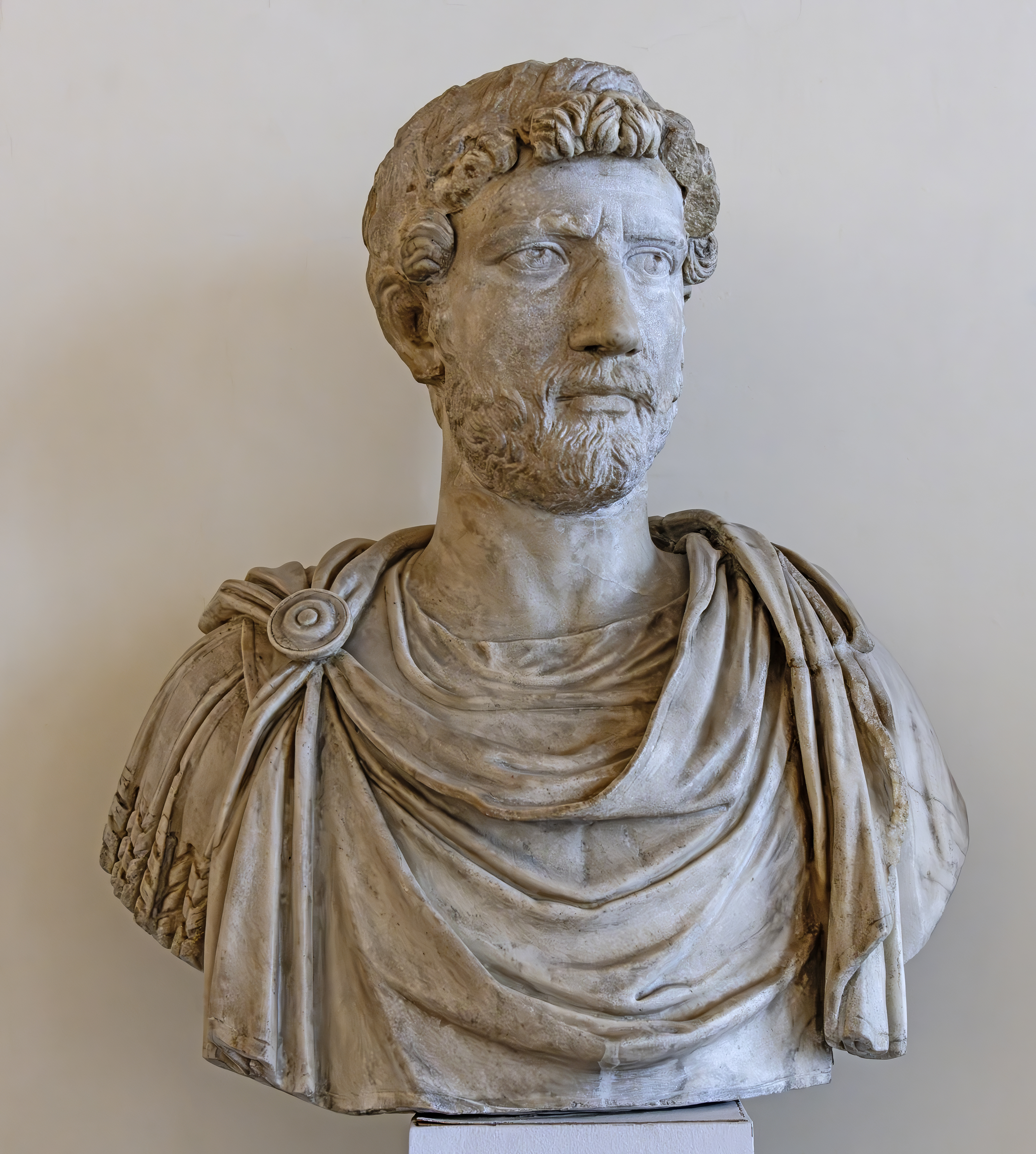
Borstbeeld van Hadrianus, kopie waarschijnlijk uit de Renaissance, Museo Archeologico di Venezia

De Romeinse keizer heeft ook in werkelijkheid memoires geschreven maar zij zijn verloren gegaan. Marguerite Yourcenar zag in dat gegeven een aanmoediging om zijn memoires te "reconstrueren". De aanzet voor het werk was een opmerking van Gustave Flaubert in een brief aan Madame Roger des Genettes waarin hij schreef over een "tijdperk (de tweede eeuw) waarin de oude goden vergeten waren en Christus velen nog onbekend was, zodat de mens op zichzelf was aangewezen". Dit thema, de werkelijk onafhankelijke mens, fascineerde Yourcenar die ook de spanning tussen de keizer als hedonist en als stoïcijn beschreef. Een innerlijk conflict dat ook in haar levenswijze terug te vinden is. Yourcenars voorkeur voor Hadrianus, geplaatst in de tweede eeuw met een relatieve (gewapende) vrede onder de Pax Romana is verklaarbaar. Het riep bij haar parallellen op met de zich aandienende periode na de Tweede Wereldoorlog met een gecontroleerde stabiliteit, de zogenoemde Pax Europeana, nu gegarandeerd door de rivaliteit en het evenwicht van twee grootmachten.
Marguerite Yourcenar was sinds 1942 docente Frans aan het Sarah Lawrence College in Westchester County, iets ten noorden van New York. Tussen 1940 en 1945 schreef en publiceerde zij niet. Op 24 januari 1949 kreeg zij dankzij Jacques Kayaloff een in 1940 in een hotel in Lausanne achtergebleven koffer waarin zij de na 1929 bijeengebrachte familiepapieren en een door haar vergeten bundel aantekeningen over Hadrianus en Antinous terugvond. In 1949 schreef Yourcenar een groot deel van het boek maar zij kreeg het niet voltooid. Zij vroeg en kreeg in 1950 een sabbatical om haar roman te kunnen schrijven. Een groot deel van het boek werd in het buitenhuis van Grace Frick en Marguerite Yourcenar, "Petite Plaisance" op het eiland Mount Desert geschreven.
Het door Grace Frick getypte manuscript werd in delen naar de uitgeverij Plon in Parijs gestuurd. Yourcenar speelde na op 10 mei 1950 met de SS Mauretania naar Frankrijk te zijn teruggekeerd de uitgeverijen Plon, Gallimard en Grasset tegen elkaar uit om een zo hoog mogelijk honorarium te bedingen. Dat lukte, het op 5 december uitgegeven boek maakte Marguerite Yourcenar rijk en onafhankelijk.
Grace Frick vertaalde het boek in het Engels. Deze vertaling vergde van de vriendinnen gedurende twee jaar een intensieve samenwerking waarbij iedere zin en iedere nuance werden besproken. Het resultaat werd door de schrijfster geautoriseerd.
Al vlug kwam er een Nederlandse vertaling van de hand van J.A. Sandfort: Hadrianus' gedenkschriften, Den Haag, Boucher, 1952; deze vertaling verscheen vanaf de derde druk (1978) grondig herzien door Theo Duquesnoy bij Uitgeverij Athenaeum - Polak & Van Gennep. In 1998 verscheen een vertaling van Jenny Tuin (1923-1997) die zij vlak voor haar overlijden voltooide: Herinneringen van Hadrianus. Amsterdam, Athenaeum - Polak & Van Gennep, 1998.

## Inhoud en stijl

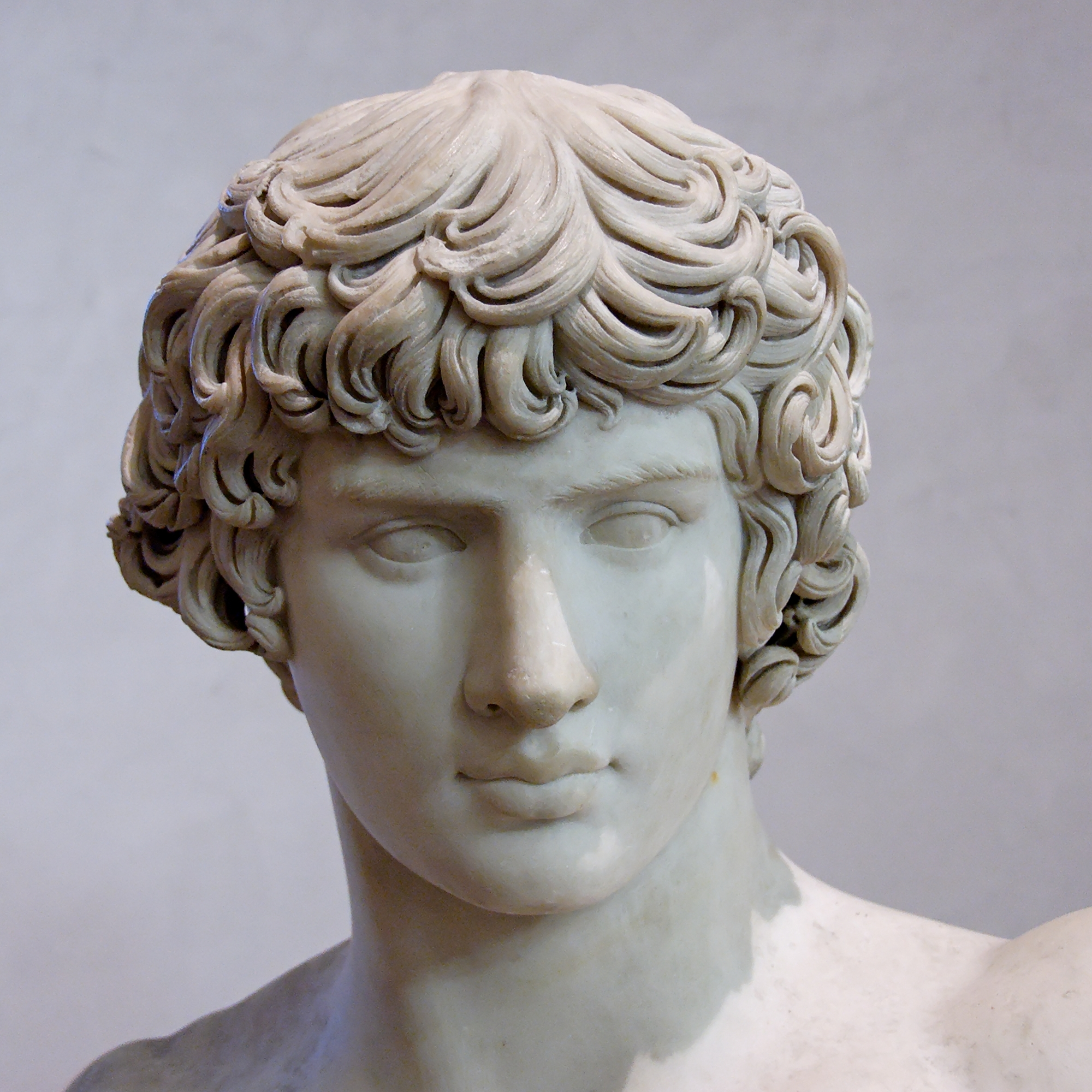
De Antinoüs van Ecouen. Marmer, 18e-eeuwse kopie van een origineel uit de Villa Adriana, nu in Museo del Prado, Madrid.

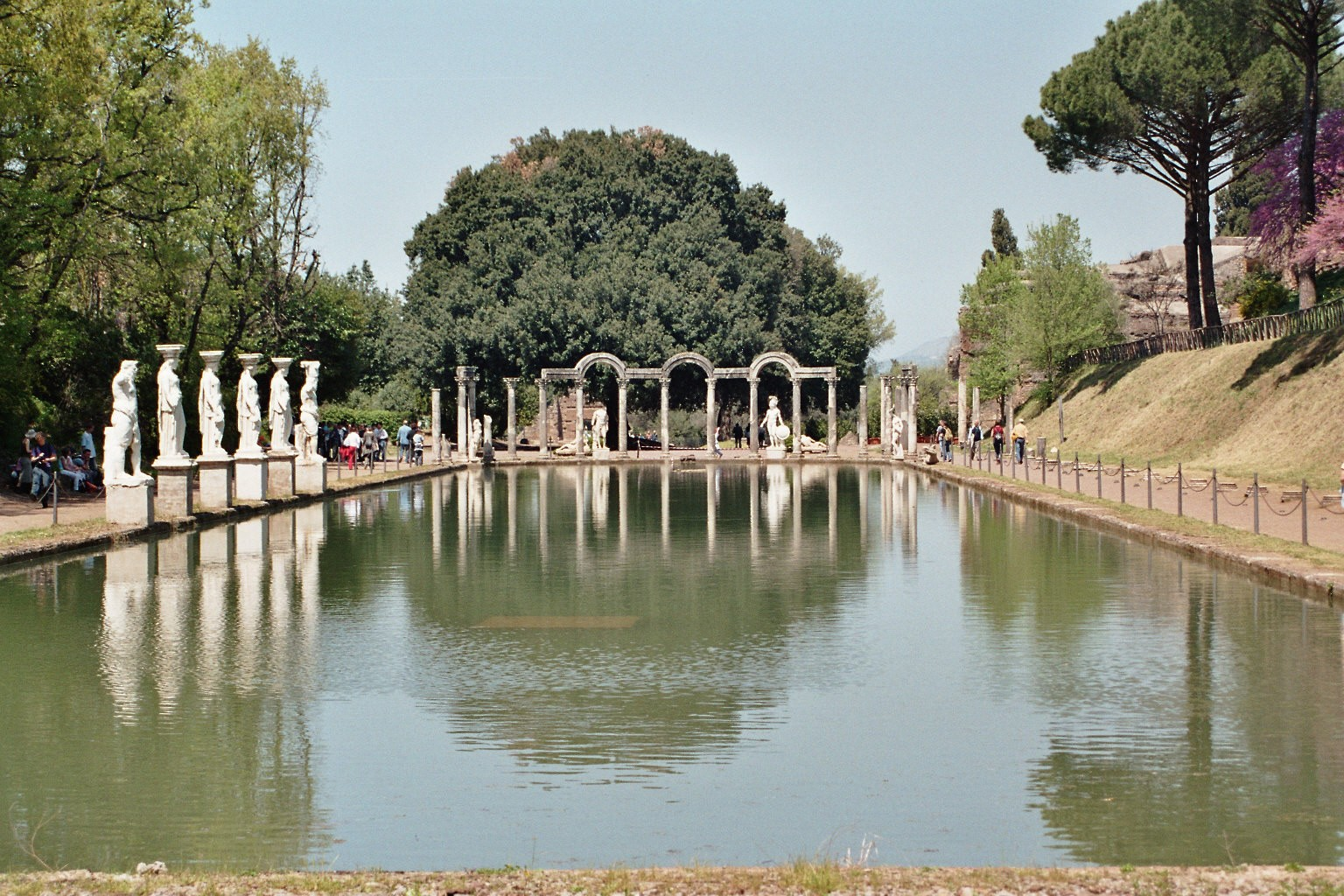
Villa Adriana, Canopus vanaf Serapium

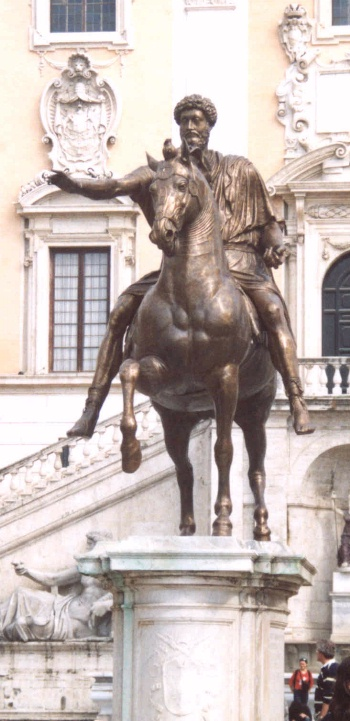
Kopie van het Romeinse ruiterstandbeeld van Marcus Aurelius, Campidoglioplein, Rome

In dit werk schetst de doodzieke zestigjare adoptiefkeizer Hadrianus uit de tweede eeuw, semper in omnibus varius (steeds in alle dingen verscheiden) zijn leven aan zijn jonge 17-jarige opvolger en adoptief kleinzoon Marcus Aurelius. De roman is geschreven als een lange brief en begint heel vertrouwelijk met de aanhef: Mon cher Marc. De oude keizer mediteert over zijn verleden, beschrijft zowel zijn triomfen als nederlagen, zijn architecturale realisaties (Villa Hadriana), zijn liefde voor de kunst en zijn gevoelens voor de jong gestorven Antinous. Hadrianus legt rekenschap af van zijn pogingen om tijdens zijn bewind de toenmalige wereld te ordenen onder de Pax Romana: dominerend maar trouw aan zijn historisch geachte zending. Kennis, inzicht en plichtsbesef zetten de toon.
Deze roman, geschreven in een compacte stijl met precies woordgebruik met helder geformuleerde en goed uitgebalanceerde zinnen weerspiegelt goed Hadrianus' mentaliteit.
Het boek bevat op de beginpagina de bekende Latijnse versregels die toegeschreven worden aan Hadrianus. De vrije Nederlandse en Franse vertalingen zijn hieronder toegevoegd.
animula vagula blandula,
hospes comesque corporis,
quae nunc abibis? in loca
pallidula rigida nudula (nubila?) -
nec ut soles dabis iocos.
Publius Aelius Hadrianus, Imp.
Nederlandse vertaling:
Zieltje, zwervertje, charmeurtje,
gast en makker van het lichaam,
waar ga je nu naartoe?
Naar donkere, kille en mistige plaatsen
en je grapjes zul je niet meer maken.
(zie Birley)
Franse vertaling:
Petite âme tendre et vagabonde,
Hôte et compagne de mon corps
A présent tu descendras dans les lieux
Pâles, sévères et durs
Où tu renonceras aux jouissances passées

## Hoofdstukken
1. Anima, vagula, blandula (zieltje, zwervertje, charmeurtje)
2. Varius multiplex multiformis (verschillend, veelvuldig, veelvormig)
3. Tellus stabilita (een vreedzaam rijk)
4. Saeculum aureum (gouden eeuw)
5. Disciplina Augusta (keizerlijke tucht)
6. Patientia (geduld)

## Citaat
Over de Pax Romana laat Yourcenar Hadrianus het volgende mijmerend denken:
"Je voulais que l'immense majesté de la paix romaine s'étendît à tous, insensible et présente comme la musique du ciel en marche ; que le plus humble voyageur pût errer d'un pays, d'un continent à l'autre, sans formalités vexatoires, sans dangers, sûr partout d'un minimum de légalité et de culture ; que nos soldats continuassent leur éternelle danse pyrrhique aux frontières ; que tout fonctionnât sans accroc, les ateliers et les temples ; que la mer fût sillonnée de beaux navires et les routes parcourues par de fréquents attelages ; que, dans un monde bien en ordre, les philosophes eussent leur place et les danseurs aussi. Cet idéal, modeste en somme, serait assez souvent approché si les hommes mettaient à son service une part de l'énergie qu'ils dépensent en travaux stupides ou féroces ; une chance heureuse m'a permis de le réaliser partiellement durant ce dernier quart de siècle."
In de Nederlandse vertaling van Jenny Tuin klinkt dit als volgt:
"Ik wilde dat de verheven grootsheid van de pax Romana zich uitstrekte tot iedereen, onmerkbaar aanwezig als de muziek van het bewegende firmament; dat de nederigste reiziger van het ene land of het ene continent naar het andere kon trekken zonder lastige formaliteiten, zonder gevaren, overal verzekerd van een minimum aan rechtsbescherming en beschaving; dat onze soldaten hun eeuwige pyrrische dans aan de grenzen bleven uitvoeren; dat alles zonder hapering functioneerde, de werkplaatsen en de tempels ; dat de zee werd doorkliefd met mooie schepen en over de wegen talloze rijtuigen trokken; dat in een goed geordende wereld de filosofen hun plaats hadden en de dansers eveneens. Dat eigenlijk zo bescheiden ideaal zou vaak genoeg benaderd worden als de mensen een deel van de energie die ze aan stompzinnige of destructieve werken besteden in dienst daarvan stelden; een gelukkige omstandigheid heeft mij vergund het in deze laatste kwarteeuw ten dele te verwezenlijken."

## Identificatie van Marguerite Yourcenar met Hadrianus
De biseksuele Marguerite Yourcenar onderhield in de tijd dat zij Mémoires d'Hadrien schreef een lesbische relatie met Grace Frick. Yourcenar koos in een aantal van haar romans en novellen homoseksuele of biseksuele mannen en hun liefdes als hoofdpersoon en thema. Zij besteedde in haar werk weinig aandacht aan vrouwen die zij ongeschikt achtte als hoofdpersoon omdat hun leven altijd te veel in het verborgene plaatsvond. De beschrijving van de homoseksuele liefde van Hadrianus en Antinous past in een patroon dat in Yourcenars werk te herkennen is. De trots van de beschreven keizer, zijn wrevel wanneer hij met personen van minder intellect werd geconfronteerd zijn interesse in magie en zijn reislust zijn ook bij Marguerite Yourcenar te herkennen. Zij vond de stelling van critici dat zij zich met Hadrianus had geïdentificeerd aanmatigend en bespottelijk. De roman was in haar ogen een portret van een vrije geest die met de naderende dood en het "niets" geconfronteerd wordt.

## Succes en kritiek
Deze in 1951 gepubliceerde roman bracht Yourcenar zowel kritiek als commercieel succes. Zij won de Prix Feminina Vacraresco en tegen 1989 waren er ongeveer een miljoen exemplaren van gedrukt. Het werk beleefde in 2005 nog een Nederlandstalige herdruk onder de titel Herinneringen van Hadrianus.
Dit werk wordt algemeen gezien als een briljant boek waarbij de auteur erin slaagt zich geheel in te leven in de figuur van de keizer. Velen zien het werk toch als een minder geslaagde roman door de ietwat geforceerde montage van de delen. Toch biedt dit werk de kans je mentaal in een totaal andere tijd te verplaatsen, met name de tweede eeuw na Christus onder de Romeinse heerschappij met de Pax Romana.
De Amerikaanse schrijver Gore Vidal, schrijver van Julian (vertaling Julius, memoires van keizer Julius Apostata of Julianus Apostata) (1964), oordeelde streng over Yourcenars Memoires d'Hadrien:
"Yourcenar heeft alle fouten gemaakt die mogelijk zijn in een historische roman. Om te beginnen verandert ze Hadrianus in mevrouw Yourcenar (...) Ze heeft alles te veel overgoten met een eigentijdse manier van denken."
De schrijfster Nancy Mitford vond het evenmin een meesterwerk maar de meeste kritieken waren zeer enthousiast.
De historici André Chastagnol en Paul Petit:
- André Chastagnol, «Le portrait que trace de lui Marguerite Yourcenar correspond sans aucun doute à ce que les sources nous apprennent»[6]
- Paul Petit, « M. Yourcenar a déployé pour le peindre des trésors de psychologie et une bonne connaissance des sources sans prétendre à la vérité historique »[7]

Classici hebben tal van anachronismen en fouten in het boek gevonden. Yourcenar had jarenlang bronnen bestudeerd maar baseerde zich vooral op de Historia Augusta en Cassius Dio's Geschiedenis van Rome. Zij nam ook de partijdige geschiedschrijving en de onnauwkeurigheden van deze twee bronnen over. De roman is dan ook in de eerste plaats een psychologisch portret van een geïdealiseerde persoon.
Anthony Everitt is eveneens kritisch over Yourcenars werk in zijn boek Hadrianus. De rusteloze keizer wanneer hij zegt: Hadrianus' gedenkschriften is een meesterwerk, maar maakt op dit moment minstens evenveel duidelijk over de Franse literaire opvattingen van halverwege de twintigste eeuw als over het tweede-eeuwse Rome. Yourcenars Hadrianus is een romantische rationalist met een hang naar het exotische, een klassieke André Gide.

## Trivia
Op 28 december 2008 gaf de Vlaamse Minister-President Kris Peeters aan de Waalse Minister-President Rudy Demotte in het Radio 1-programma van Friedl' Lesage de "Mémoires d'Hadrien" cadeau met de boodschap: "Hopelijk lukt het ons om een Pax Belgica te realiseren en te komen tot een nieuw België met sterke deelstaten."